# Våra Pojkar

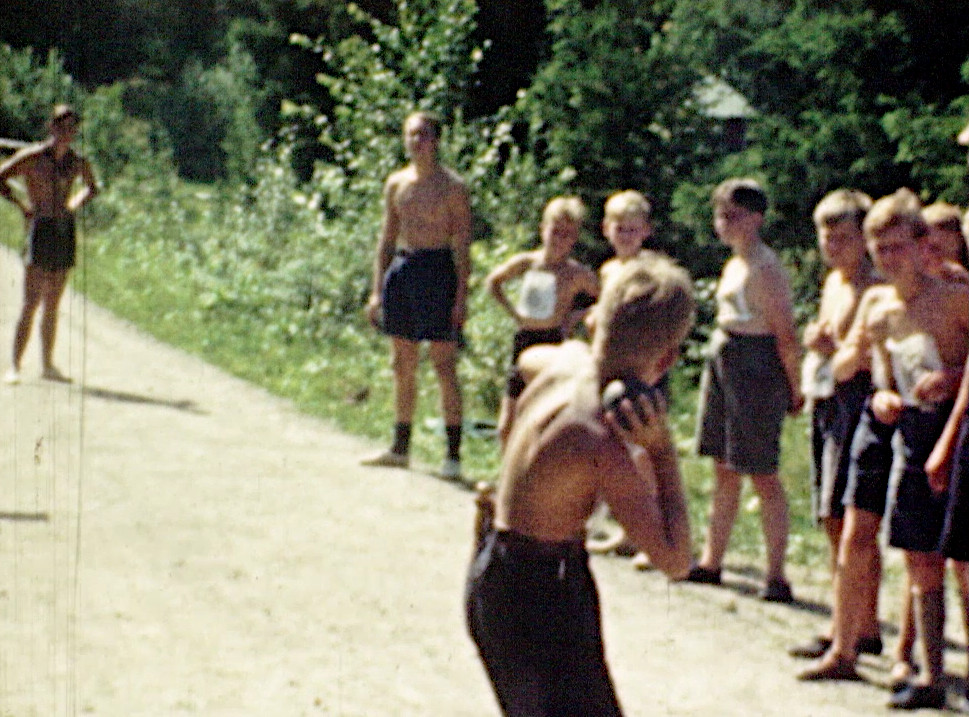
Scouter från Våra Pojkar övar kulstötning på en landsväg under Lågarölägret 7-14 augusti år 1939.

Våra Pojkar (VP) var en fristående scoutorganisation som grundades 1931 under Svenska Missionsförbundet efter influenser från Sveriges scoutförbund (SS) och Sveriges KFUM:s scoutförbund. Våra Pojkar var riktat mot pojkar och motsvarigheten för flickor, Våra Flickor (VF), grundades 1936. VP underställdes Svenska Missionsförbundets Ungdom (SMU) 1955 och två år senare, 1957, gick man samman med Våra Flickor och bildade Svenska Missionsförbundets Ungdoms Scoutförbund (SMU-scout). Man fortsatte dock att verka separat under ytterligare ett antal år som SMU-pojkscout och SMU-flickscout innan man 1972 lade samman pojk- och flickverksamheten.

## Historia och mål
De första lokala arbetena startade under 1931 men det var först vid ett möte för Svenska Missionsförbundets söndagsskollärarkår i Stockholm i april 1932 som man beslöt att på allvar starta projektet genom att tillsätta en pojkarbetskomitté. Syftet med projektet var att åtgärda det upplevda problemmet med att för få pojkar sökte sig till söndagsskolan.
Ursprungligen hade projektet två inriktningar "A-linjen" och "B-linjen" båda linjerna var inriktade på friliuftsverksamhet men A-linjen som inledningsvis förordades saknade de scoutspecifika inslagen och det var alltså bara B-linjen som följde scoutprincipen. Även om A-linjen förordades kom man dock med tiden att i huvudsak bli ett scoutförbund, dock ett självständigt sådant eftersom man inte tillhörde i Svenska Scoutunionen (föregångaren till Svenska Scoutrådet (SSR)).
Våra Pojkar var underordnat de lokala söndagsskolorna som en gren av deras arbeten till 1955 då man underordnades SMU.

## Scoutverksamhetens innehåll
B-linjen som senare kom att bli den dominerande med sin scoutverksamhet överensstämde i huvudsak med Sveriges Scoutförbunds med undantaget av fler kristna inslag och att man med anledning av sin självständighet hade annan lag, lösen m.m.
V.P:s lösen: "Framåt - Uppåt!"

### V.P.-lagen
Medlem av V.P:
1. Visar alltid vördnad för Gud och hans ord.
2. Lyder villigt föräldrar, ledare och lärare.
3. Talar alltid sanning och sviker aldrig sitt ord.
4. Är vänlig, uppmärksam och hövisk samt hjälper andra, särskilt de svaga.
5. Utför sitt arbete i hem och skola raskt, villigt och omsorgsfullt.
6. Har alltid gott humör, även i svårigheter.
7. Är ren i tanke, ord och gärning.
8. Är god kamrat och gör sin plikt utan tanke på belöning.
9. Är barmhärtig mot djuren och skickar sig väl i skog och mark.
10. Är sparsam för att kunna reda sig själv och hjälpa andra.